# Número áureo nos calendários
O Número áureo que podemos encontrar sobretudo em muitos calendários julianos antigos, indica o número de ordem de um determinado ano no Ciclo de 19 anos, associado ao ciclo lunar. É também conhecido como ciclo de Meton ou Ciclo metónico, e é um dos termos computistas usados desde a Idade Média para calcular o domingo de Páscoa, permitindo antecipar as lunações desse ano, e dos anos seguintes.

## Um número dourado
Número áureo ou Número de ouro ou áureo número ou ainda are numero é a tradução da expressão latina aureus numerus.
O Ciclo de 19 anos (em Latim: cyclus decemnovennalis que quer dizer um ciclo de 19 anos, tal como a expressão grega ἐννεακαιδεκαετηρίς [enneakaidekaeteris] onde foi buscar a sua origem) refere-se a um dos ciclos com que, desde a antiguidade, se tentaram conciliar os calendários anuais lunar e solar.
Na Idade Média alguns calendários de Missas e Livros de Horas assinalavam o ciclo de 19 anos, equivalente ao Ciclo metónico, com número romanos dourados, originando a tradição da designação número de ouro ou brilhante.
A primeira referência documentada ao Número áureo - aureus numerus aparece no livro 'Ordo Virtutum' (ca. 1151) da abadessa Hildegard de Bingen e no poema 'Massa compoti' de Alexandre de Villedieu (1200) e aparece acrescentado por um copista nas tabelas sobre o cálculo da Páscoa de Abão de Fleury, de 988.

## Qual é o número de ouro de um ano?
Como o número de ouro está associado a um ciclo de 19 anos, pode encontrar-se o Número de ouro de qualquer ano somando 1 unidade ao número desse ano e dividindo a soma por 19, o resto da divisão indica o Número de ouro desse ano. Ou, o que é equivalente, dividindo o número do ano por 19, encontrar o resto e somando-lhe 1 unidade.
Exemplo:
Pergunta: Qual o número de ouro do ano 2016 nos calendários juliano ou gregoriano?
Resposta: O número áureo do ano 2016 é 3 porque 2016 mais 1 é igual 2017, número que dividido por 19 tem um quociente igual a 106 e um resto igual a 3.

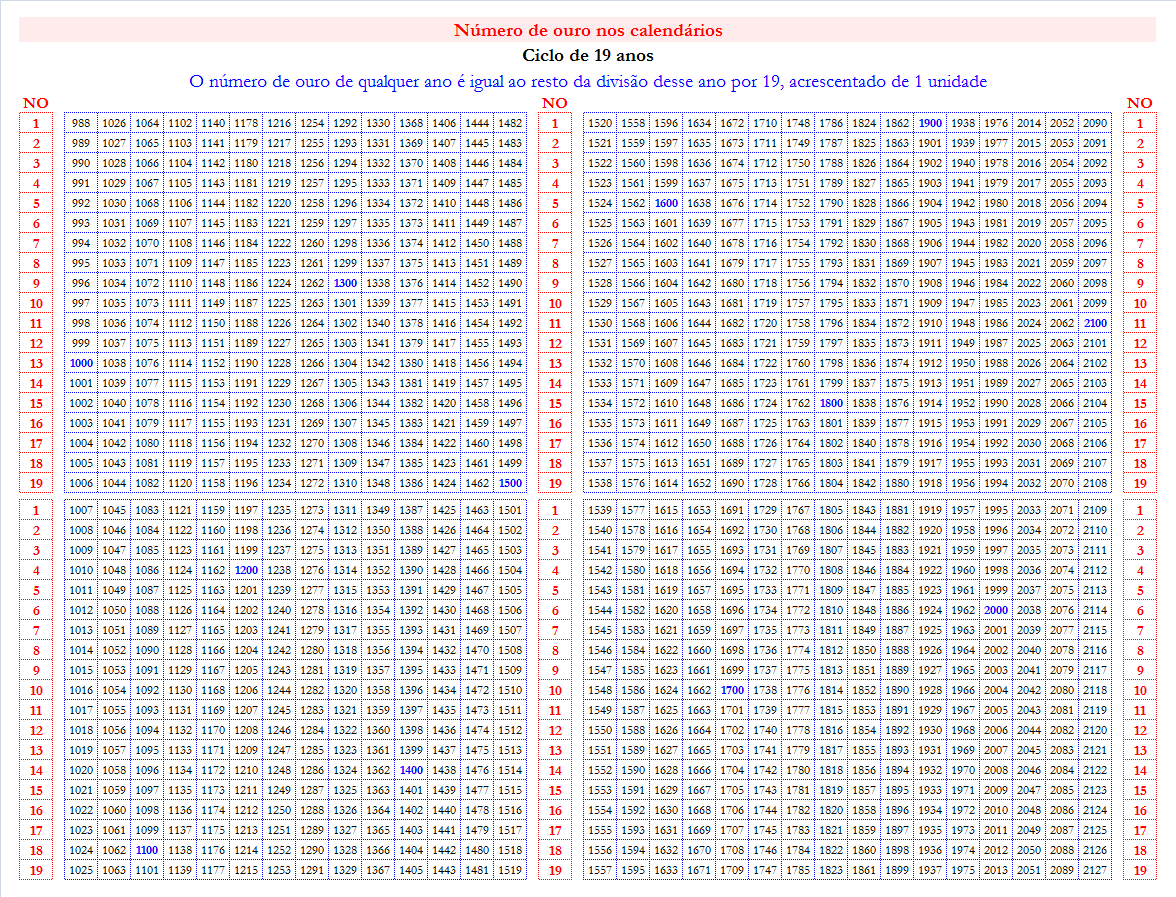
Tabela dos números áureos dos anos 988 a 2127.

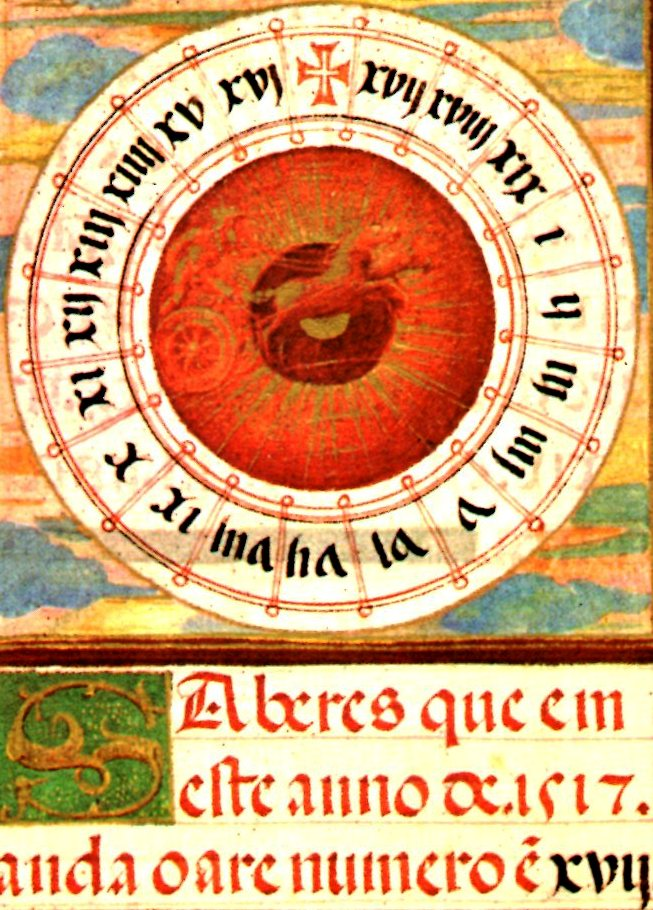
Livro de horas chamado de dom Manuel (1517-1537). Fólio 1. Instruções para saber o número de ouro de qualquer ano. O ano de 1517 tem o número áureo XVII.

O calendário inserido no início do Livro de Horas chamado de Dom Manuel encontremos as intruções para sabermos a sequência dos anos e o respectivo Número áureo, informando que no ano de 1517 o Número áureo anda em 17 (XVII) e que o ano de 1518 teria o Número áureo 18 (XVIII), e assim sucessivamente, para a frente ou para trás.

## O cálculo da Páscoa
Durante séculos, o calculo antecipado do dia do ano em que ocorrerá o domingo de Páscoa foi feito com base em tabelas simplificadas com várias entradas e que combinavam precisamente os Números áureos com as Letras dominicais do calendário anual juliano, considerando que o equinócio da primavera ocorria a 21 de março.
- Até a reforma do calendário gregoriano em 1582 o cálculo do domingo de Páscoa e das outras festas móveis dela dependentes foi simplificado em Tabelas das festas móveis como a que encontramos na edição de Leiria em 1496 do livro Almanach perpetuum de Abraão Zacuto:

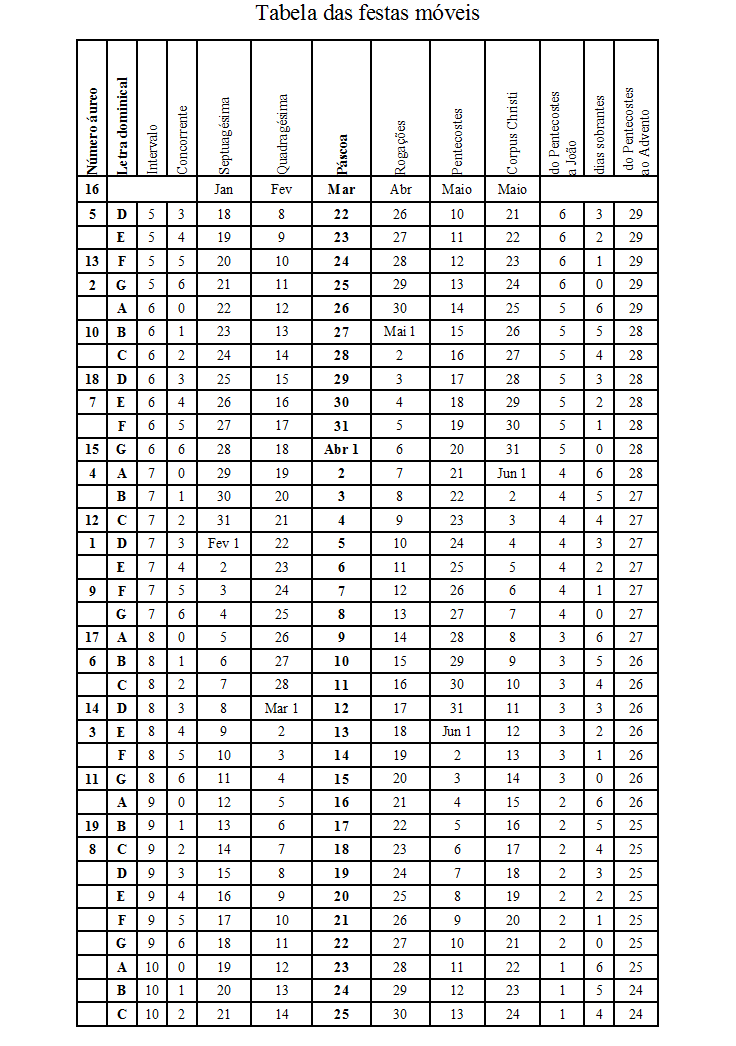
Tabela festas móveis A Zacuto (1496)

Por exemplo: O ano de 1517 teve o número áureo 17 e a Letra dominical D; nesta tabela, na linha da letra D que se segue ao número áureo 17 o domingo de Páscoa é indicada a 12 de abril.
- Depois da reforma do calendário gregoriano em 1582 o cálculo do domingo de Páscoa e das outras festas móveis dela dependentes encontra-se através de Tabelas das festas móveis equivalentes mas válidas apenas intervalos de tempo determinados, resultantes das mudanças das epactas associadas àquela reforma.[6]

## Imagens dos números dourados

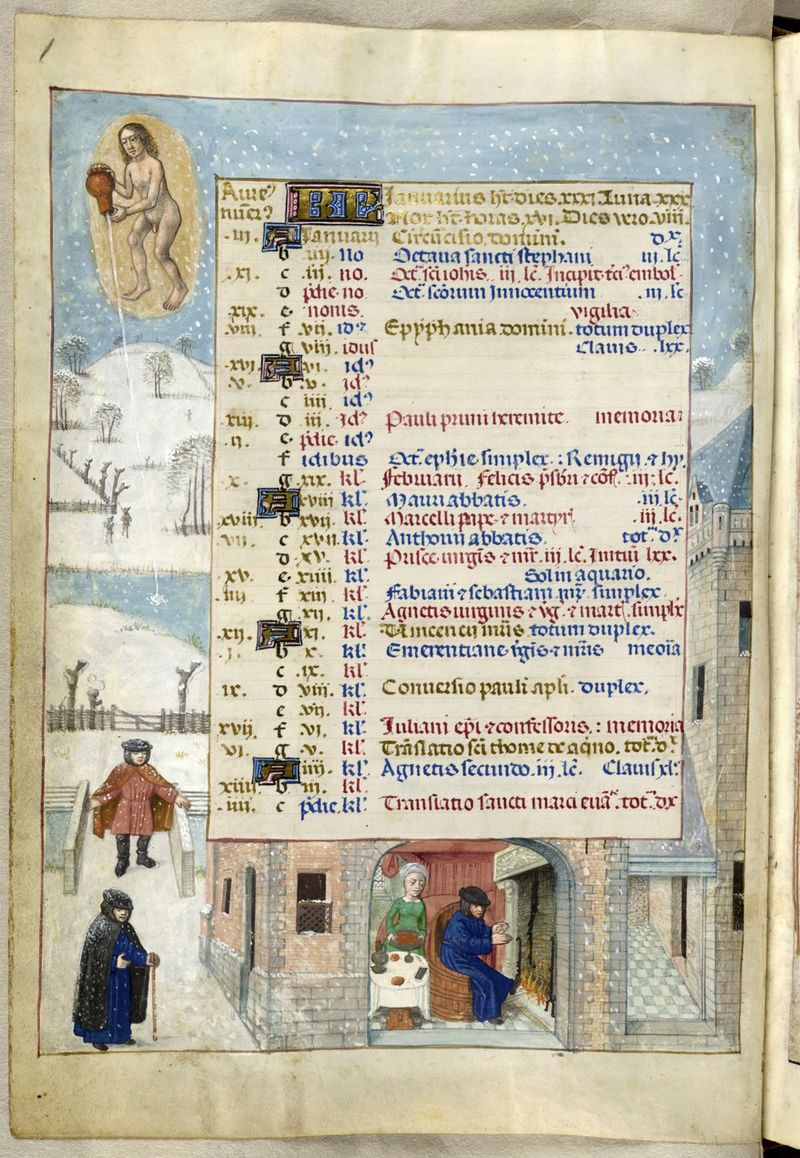
Mês de janeiro do Livro de Horas de Isabel a Católica, com a coluna do Número áureo à esquerda pintada a dourado.

- Na primeira imagem podemos observar o manuscrito com o mês de Janeiro do Livro de Horas da rainha Isabel a Católica (1451-1504), numa paisagem de inverno com neve, produzido em Bruges, na década de 1490.[7] É claramente destacada à esquerda a coluna intitulada Número áureo a dourado como os algarismos romanos respectivos.

A folha está dividida em quatro colunas, cada uma com uma informação própria, resultado da própria história do calendário, nos últimos 2 000 anos.

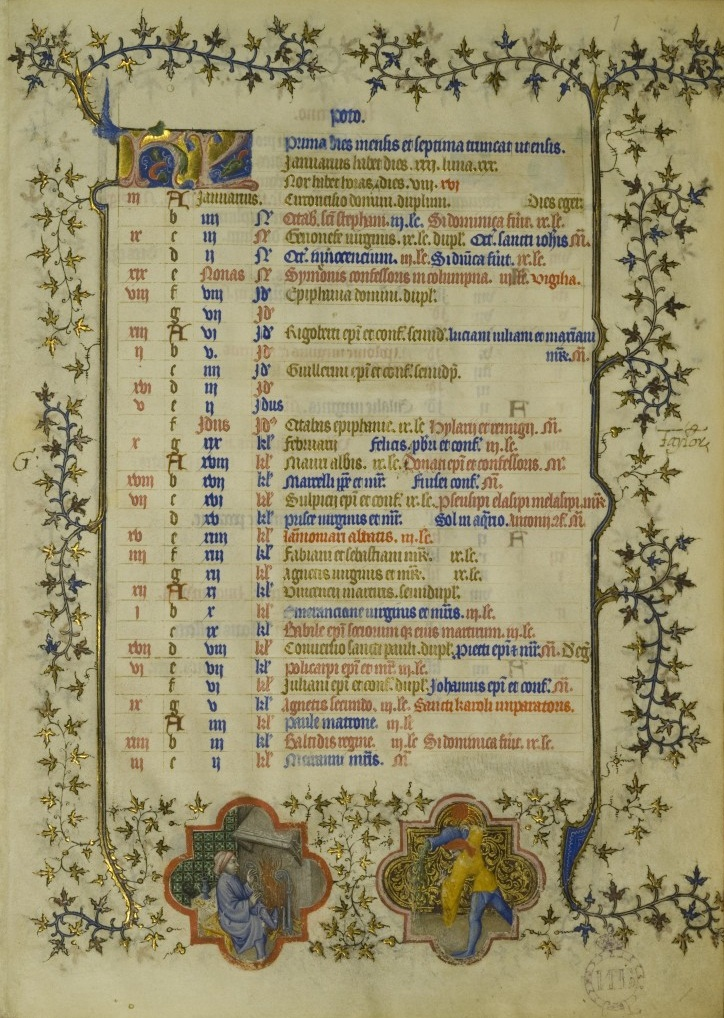
Manuscrito iluminado com o mês de Janeiro com as colunas do Número áureo e da Letra dominical à esquerda.

- a 1ª coluna, à esquerda, contém os Números áureos nesse mês, em numeração romana, por influência das astronomia,
- a 2ª coluna, a partir da esquerda, as Letras dominicais, começando no dia 1 de Janeiro com a letra A, por influência da semana judaica,
- a 3ª coluna menciona a sequência mensal dos dias à maneira do calendário do império romano, com o 1º dia do mês - as Kalendas (abreviado KL, na pequena iluminura por cima), depois as Nonas e a meio do mês, aproximadamente, os Idos, contados à maneira romana que refere quantos dias faltam para a etapa seguinte (incluindo o próprio dia em que se está], por influência da civilização romana.
- a última ou 4ª coluna, a mais à direita, lembra as festas principais do calendário litúrgico cristão para o mês de Janeiro, por influência da história do Cristianismo.
- Transcrição resumida dos sete primeiros dias do mês:

| coluna 1     | coluna 2        | coluna 3               | coluna 4                    |
| Número áureo | Letra dominical | Calendário romano      | Calendário litúrgico        |
| III          | A               | Janeiro                | Circuncisão do Senhor       |
|              | b               | 4º dia antes das Nonas | Oitava de Santo Estêvão     |
| IX           | c               | 3º dia antes das Nonas | Santa Genoveva virgem       |
|              | d               | 2º dia antes das Nonas | Oitava dos Santos Inocentes |
| XIX          | e               | Nonas                  | Simão confessor             |
| VIII         | f               | 8º dia antes dos Idos  | Epifania do Senhor          |
|              | g               | 7º dia antes dos Idos  |                             |

- Na segunda imagem está uma página de outro manuscrito com o mês de Janeiro de um calendário cristão medieval do último quartel do século XIV, conhecido como Calendário de Paris.[13]

Ver também
- Meton
- Ciclo metónico
- Ano trópico
- Calendário litúrgico
- Letra dominical
- Páscoa
- Cálculo da Páscoa